# Wollondilly Shire
Koordinaten: 34° 5′ S, 150° 26′ O

Wollondilly Shire ist ein lokales Verwaltungsgebiet (LGA) im australischen Bundesstaat New South Wales. Das Gebiet ist 2.555,434 km² groß und hat etwa 54.000 Einwohner.
Wollondilly liegt in der Region um die Metropole Sydney etwa 80 km südwestlich des Stadtzentrums. Das Gebiet umfasst 37 Ortsteile und Ortschaften: Appin, Belimbla Park, Brownlow Hill, Camden Park, Couridjah, Douglas Park, Glenmore, Lakesland, Maldon, Menangle, Mount Hunter, Nowbray Park, Nattai, Oakdale, Orangeville, Pheasants Nest, Picton, Razorback, Tahmoor, The Oaks, Theresa Park, Thirlmere, Warragamba, Werombi, Wilton, Yanderra und Yerranderie sowie Teile von und Bargo, Blue Mountains National Park, Buxton, Cataract, Cawdor, Cobbitty, Darkes Forest, Greendale, Silverdale und Wallacia. Der Sitz des Shire Councils befindet sich in der Ortschaft Picton im Osten der LGA, wo etwa 3.900 Einwohner leben.

## Verwaltung
Der Wollondilly Shire Council hat neun Mitglieder. Acht Councillor werden von den Bewohnern der zwei Wards gewählt werden (je vier aus North und East Ward). Diese zwei Bezirke sind unabhängig von den Ortschaften festgelegt. Zusätzlich wird von allen Einwohnern der Mayor (Bürgermeister) und Vorsitzende des Councils gewählt.
Bei der Wahl 2016 war das Shire noch in drei Wards aufgeteilt (North, East und Central Ward). Je drei Councillor kamen aus einem Bezirk, die neun Ratsmitglieder wählten dann aus ihrem Kreis den Mayor.